# Rouran

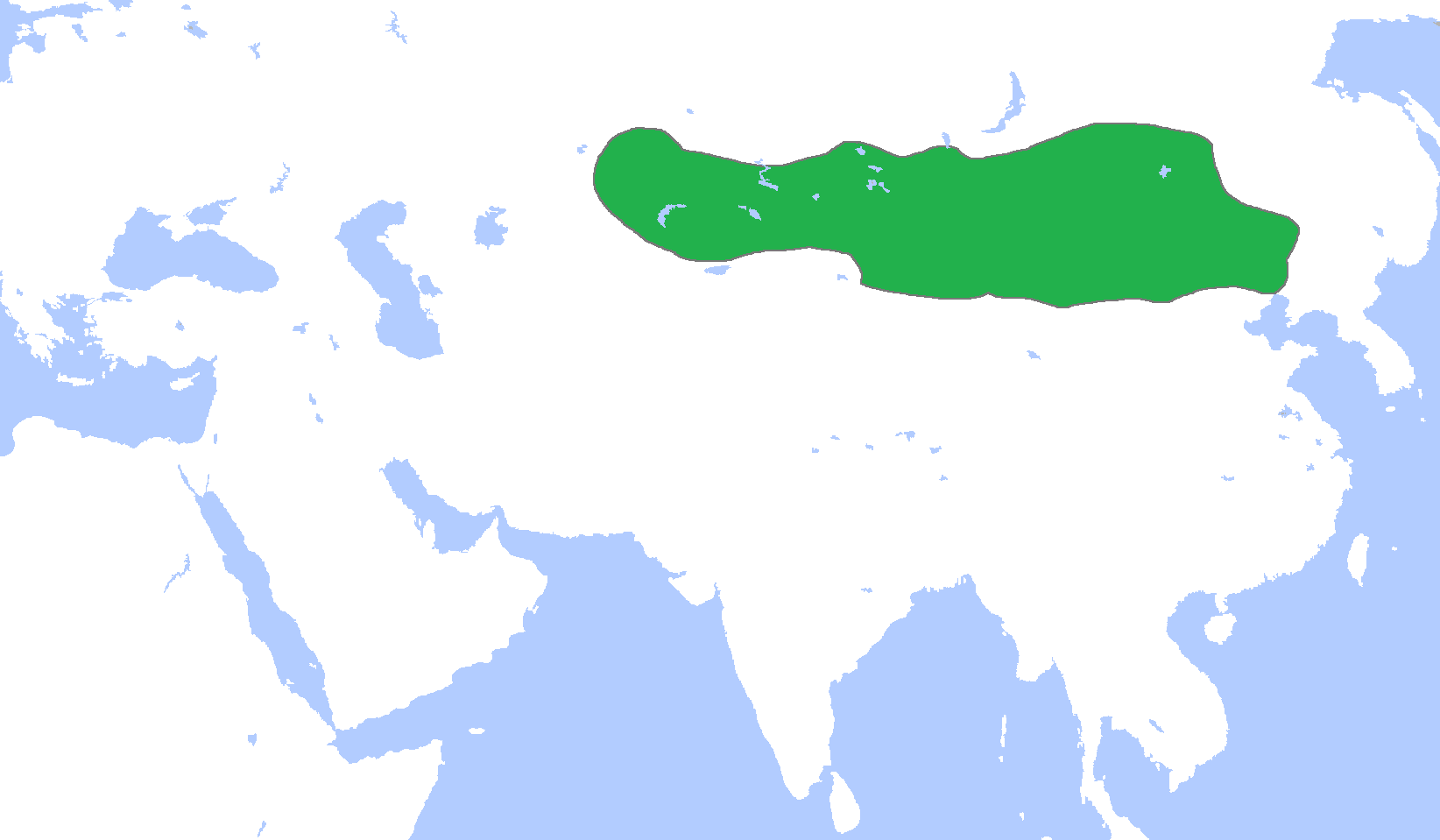
Ausdehnung Rourans um 500

Rouran (chinesisch 柔然, Pinyin Róurán, auch teilweise abschätzig 蠕蠕,  Ruǎnruǎn/Rúrú,  Juan-juan/Ju-ju – „sich ringelnde Würmer“) war die Bezeichnung einer spätantiken Stammesföderation, deren Steppenreich (das Rouran-Khaganat) zwischen dem späten 4. Jahrhundert und Mitte des 6. Jahrhunderts in Zentral- und Ostasien bestand und die ihre Basis in der heutigen Mongolei und der westlichen Mandschurei besaß.
Ihre Beziehung zu den Awaren bzw. eine Gleichsetzung der Rouran mit diesen gilt als umstritten (wenngleich von Theophylaktos Simokates behauptet). Eine 2022 erschienene archäogenetische Untersuchung zeigt genetische Nähe eines Rouran-Genoms mit Mitgliedern der frühen awarischen Elite.

## Herkunft
Die ethnische Herkunft der Rouran ist unbekannt. Es wird jedoch angenommen, dass sie aus unterschiedlichen, großteils nomadischen Volksstämmen gebildet wurden, von denen vermutet wird, dass sie hauptsächlich Turkvölker, mongolisch, tungusisch und nördliche Han-Chinesen waren.
Sie führten sich selbst auf die Tuoba, die sinitischen Tanguten und den lokalen Stamm der Rouran (柔然) zurück. Die Tuoba (Tabgatsch) waren zeitweise Herrscher der nördlichen Wei-Dynastie, die 170 Jahre lang über Teile Nordchinas herrschten und aus Inschriften am Orchon bekannt sind. Beide haben ihren Ursprung wohl bei den multiethnischen Xiongnu. Einige Historiker halten sie für Nachfahren der Wuhuan oder sinitischer Nomaden, die sich den Xianbei angeschlossen haben.
Der Linguist Alexander Vovin vertrat die Ansicht, dass die Sprache der Rouran eine nicht-mongolische und nicht-türkische Sprache war. Er vermutete, dass die Rouran von den Mongolen und Turkvölkern verdrängt wurden und Teile der Rouran als Awaren nach Mitteleuropa flüchteten (obwohl er die Sprache der Awaren nicht selbstredend mit jener der Rouran gleichsetzen möchte). Diese Ansicht wird durch einige Historiker und Linguisten unterstützt und erhält von einigen früheren Theorien Unterstützung. So vermutete Vovin wie auch Lajos Ligeti und Edwin G. Pulleyblank, dass die Rouran eine jenisseische Sprache sprachen.
Die meisten Forscher gehen von einer vielsprachigen Union aus, unter denen die Turksprachen, das Mongolische, aber auch sinotibetische Sprachen waren.
Genetische Daten einer Studie aus dem Jahr 2018 deuten auf eine nahe Verwandtschaft der Rouran mit heutigen Mongolen und historischen Xianbei hin. Den Rouran zugerechneten Proben wiesen die väterliche Y-DNA Haplogruppe C2 (C2b1a1b) auf, welche auch in Proben der Xianbei gefunden wurden. Eine Studie aus dem Jahr 2024 untersuchte das Genom einer Rouranprobe (Rouran_TL1) und kam zu dem Ergebnis, dass diese Person vollständig von einer nordostasiatischen (ANA; "Ancient Northeast Asian") Linie abstammte und genetisch beinahe identisch mit zwei Proben der Xianbei sei.

## Geschichte
Die Stammesföderation der Rouran soll sich angeblich unter Muyilu im frühen 4. Jahrhundert gebildet haben, doch erst ihr Anführer Shelun erhob sich im Jahr 402 zum chagan. Er war es auch, der die Rouran militärisch-administrativ neu in Hundertschaften und Tausendschaften ordnete. Die militärischen Kapazitäten der Rouran sollen beachtlich gewesen sein. 429 wurden die Rouran zwar von Truppen der Wei-Dynastie geschlagen; dennoch konnten die Rouran weiterhin die Nordgrenze Chinas unter Druck setzen.
In diesem Zusammenhang nutzten die Rouran das bei Steppennomaden bewährte System, Druck auf die reichere, sesshafte Gesellschaft auszuüben, abwechselnd mit Phasen der Inaktivität, um Beute und Geschenke zu erhalten. In diesem Zusammenhang führten die Beutezüge der Rouran bis in das westliche Zentralasien, entlang der Oasen und Handelsrouten.
Nach langwierigen Grenzkriegen mit der Wei-Dynastie wurde das Reich der Rouran unter der Herrschaft von A-na-kuei (Anagui) durch innere Streitigkeiten erschüttert, da sich der Fürst Po-lo-men auflehnte. A-na-kuei suchte zuerst bei der nördlichen Wei-Dynastie Zuflucht. Der siegreich erscheinende Po-lo-men folgte A-na-kuei nach Nordchina, nachdem er einen Angriff der Gaoche zurückgeschlagen hatte. China seinerseits spielte beide Nomadenfürsten gegeneinander aus, indem es beide unterstützte. A-na-kuei erhielt das östliche Gebiet um das Yin-shan-Gebirge, das Gebiet westlich des Koko-nor fiel an Po-lo-men. Jedoch war dieser mit dem ihm zugeteilten Gebiet nicht zufrieden. So suchte Po-lo-men nun in Transoxanien die Unterstützung bei den Hephtaliten. Es folgte eine Strafexpedition unter der Führung der Wei-Dynastie, welche Po-lo-men gefangen nehmen konnte. Dieser verstarb in der Gefangenschaft unter ungeklärten Umständen.
Im Jahr 552 weigerte sich der nunmehr allein regierende A-na-kuei, seinem Vasallen, dem türkischen Stammesführer Bumın, eine Prinzessin zur Frau zu geben. Dieser suchte nun den Schulterschluss mit dem damaligen chinesischen Herrscher. Noch im gleichen Jahr wurde A-na-kuei vernichtend von den „Türk“ unter Bumın geschlagen, andere Rouranfürsten wurden anschließend besiegt. Teile der Rouran wurden nun dem entstehenden Reich der Kök-Türken eingegliedert.